# Tora Harris
Tora Harris (ur. 21 września 1978) – amerykański lekkoatleta, skoczek wzwyż, uczestnik letnich igrzysk olimpijskich w 2004 roku.

## Osiągnięcia
- brązowy medal Uniwersjady (Pekin 2001)
- 3. miejsce podczas pucharu świata (Ateny 2006)
- wielokrotny mistrz kraju, ma na swoim koncie także złote medale mistrzostw NCAA

## Rekordy życiowe
- skok wzwyż – 2,33 (2006)
- skok wzwyż (hala) – 2,32 (2009)